# Llista de topònims d'Odèn
Llista de topònims (noms propis de lloc) del municipi d'Odèn, al Solsonès
Informació actualitzada per un bot. Els canvis manuals es perdran quan s'actualitzi!

## arbre singular
| imatge | Nom                 | Ubicat a | instància de   | Detalls                                                                              | coordenades                                                                              | Protecció        | Commons (més fotos) | Dades a WD                    |
| ------ | ------------------- | -------- | -------------- | ------------------------------------------------------------------------------------ | ---------------------------------------------------------------------------------------- | ---------------- | ------------------- | ----------------------------- |
|        | pi de Nerola        | Odèn     | arbre singular | Taxon: pinassa (Pinus nigra subsp. salzmannii) Ample: 19m Alt: 25.5m Perímetre: 3.3m | 42° 08′ 36″ N, 1° 22′ 45″ E / 42.14323°N,1.37919°E ca:Nerola, Llinars-Cambrils 1206 msnm | arbre monumental | Pi de Nerola        | Modifica les dades a Wikidata |
|        | roure de la Comella | Cambrils | arbre singular | Taxon: roure martinenc (Quercus pubescens)                                           | 42° 08′ 30″ N, 1° 23′ 07″ E / 42.141591°N,1.385358°E 1079 msnm                           |                  |                     | Modifica les dades a Wikidata |

## cabana
| imatge | Nom                    | Ubicat a | instància de | Detalls       | coordenades                                                                   | Protecció | Commons (més fotos) | Dades a WD                    |
| ------ | ---------------------- | -------- | ------------ | ------------- | ----------------------------------------------------------------------------- | --------- | ------------------- | ----------------------------- |
|        | barraca de Cogulers    | Odèn     | cabana       |               | 42° 06′ 47″ N, 1° 27′ 32″ E / 42.1131298122379°N,1.45902697024244°E 1140 msnm |           |                     | Modifica les dades a Wikidata |
|        | barraca de la Creu     | Cambrils | cabana       |               | 42° 07′ 34″ N, 1° 23′ 14″ E / 42.1261550036579°N,1.38712632742239°E 1230 msnm |           |                     | Modifica les dades a Wikidata |
|        | barraca de la Garriga  | Odèn     | cabana       |               | 42° 06′ 46″ N, 1° 25′ 59″ E / 42.1126691344428°N,1.43299623954364°E 987 msnm  |           |                     | Modifica les dades a Wikidata |
|        | corral de Móres        | Cambrils | cabana       |               | 42° 06′ 34″ N, 1° 23′ 23″ E / 42.1093604949576°N,1.38982610080172°E 1118 msnm |           |                     | Modifica les dades a Wikidata |
|        | corral del Marcel·lino | Cambrils | cabana       | Estat: ruïnós | 42° 09′ 10″ N, 1° 25′ 56″ E / 42.1527188104835°N,1.4322989716552°E 1671 msnm  |           |                     | Modifica les dades a Wikidata |
|        | corral del Roca        | Cambrils | cabana       | Estat: ruïnós | 42° 07′ 48″ N, 1° 25′ 08″ E / 42.1300567939526°N,1.41898055803908°E 1105 msnm |           |                     | Modifica les dades a Wikidata |

## castell
| imatge | Nom                 | Ubicat a | instància de | Detalls                     | coordenades                                                        | Protecció                                            | Commons (més fotos) | Dades a WD                    |
| ------ | ------------------- | -------- | ------------ | --------------------------- | ------------------------------------------------------------------ | ---------------------------------------------------- | ------------------- | ----------------------------- |
|        | Castell d'Odèn      | Odèn     | castell      | Estil: arquitectura popular | 42° 08′ 00″ N, 1° 27′ 19″ E / 42.1334°N,1.4552°E 1325 msnm         | bé d'interès cultural bé cultural d'interès nacional | Castell d'Odèn      | Modifica les dades a Wikidata |
|        | castell de Cambrils | Cambrils | castell      |                             | 42° 07′ 56″ N, 1° 23′ 16″ E / 42.13222222°N,1.38777778°E 1170 msnm | bé d'interès cultural bé cultural d'interès nacional | Castell de Cambrils | Modifica les dades a Wikidata |

## collada
| imatge | Nom                      | Ubicat a                | instància de               | Detalls         | coordenades                                                                       | Protecció | Commons (més fotos)               | Dades a WD                    |
| ------ | ------------------------ | ----------------------- | -------------------------- | --------------- | --------------------------------------------------------------------------------- | --------- | --------------------------------- | ----------------------------- |
|        | Coll de Boix             | Fígols i Alinyà Odèn    | collada                    | Hi passa: L-401 | 42° 09′ 09″ N, 1° 23′ 09″ E / 42.15238889°N,1.38591944°E 1256 msnm                |           |                                   | Modifica les dades a Wikidata |
|        | Coll de l'Alzina         | Odèn                    | collada                    |                 | 42° 06′ 32″ N, 1° 27′ 04″ E / 42.1089°N,1.45122°E Serra d'Odèn 1067 msnm          |           |                                   | Modifica les dades a Wikidata |
|        | Coll de la Cadolla Verda | Fígols i Alinyà Odèn    | collada                    |                 | 42° 09′ 17″ N, 1° 28′ 11″ E / 42.15475°N,1.4698°E Serra de Campelles 1966 msnm    |           |                                   | Modifica les dades a Wikidata |
|        | Coll de la Mata          | Odèn                    | collada                    |                 | 42° 08′ 37″ N, 1° 30′ 02″ E / 42.143654°N,1.500669°E Port del Comte 1761 msnm     |           | Coll de la Mata (Odèn)            | Modifica les dades a Wikidata |
|        | Collada de l'Estany      | Fígols i Alinyà Odèn    | collada                    |                 | 42° 08′ 45″ N, 1° 26′ 55″ E / 42.1458°N,1.4486°E Muntanya d'Alinyà 1776 msnm      |           | Collada de l'Estany               | Modifica les dades a Wikidata |
|        | Creu del Call            | Odèn                    | collada intersecció viària |                 | 42° 08′ 09″ N, 1° 27′ 16″ E / 42.1359241213725°N,1.45432404911857°E 1277 msnm     |           |                                   | Modifica les dades a Wikidata |
|        | Creudadella              | Odèn                    | collada intersecció viària |                 | 42° 08′ 10″ N, 1° 25′ 33″ E / 42.1360422538201°N,1.42592229472111°E 1181 msnm     |           |                                   | Modifica les dades a Wikidata |
|        | Portell del Llop         | la Coma i la Pedra Odèn | collada                    |                 | 42° 10′ 04″ N, 1° 30′ 54″ E / 42.16767333°N,1.51511111°E Port del Comte 2154 msnm |           | Portell del Llop (Port del Comte) | Modifica les dades a Wikidata |
|        | coll de Serra-Seca       | Odèn                    | collada                    |                 | 42° 07′ 10″ N, 1° 22′ 45″ E / 42.11945°N,1.3792°E                                 |           |                                   | Modifica les dades a Wikidata |

## cova
| imatge | Nom                  | Ubicat a | instància de | Detalls | coordenades                                                         | Protecció | Commons (més fotos) | Dades a WD                    |
| ------ | -------------------- | -------- | ------------ | ------- | ------------------------------------------------------------------- | --------- | ------------------- | ----------------------------- |
|        | Cova Vola            | Odèn     | cova         |         | 42° 06′ 59″ N, 1° 30′ 33″ E / 42.1165029164469°N,1.50914522200571°E |           |                     | Modifica les dades a Wikidata |
|        | Espluga de la Guineu | Odèn     | cova         |         | 42° 08′ 05″ N, 1° 23′ 55″ E / 42.1347102481657°N,1.39865812205802°E |           |                     | Modifica les dades a Wikidata |
|        | Espluga del Cirer    | Odèn     | cova         |         | 42° 07′ 42″ N, 1° 26′ 53″ E / 42.1284022677414°N,1.44819147856488°E |           |                     | Modifica les dades a Wikidata |
|        | Espluga-rúbia        | Odèn     | cova         |         | 42° 08′ 18″ N, 1° 23′ 57″ E / 42.1382216731539°N,1.39923516044881°E |           |                     | Modifica les dades a Wikidata |
|        | Forat Negre          | Odèn     | cova         |         | 42° 07′ 19″ N, 1° 31′ 32″ E / 42.1219834348479°N,1.5255418315522°E  |           |                     | Modifica les dades a Wikidata |
|        | Forat de la Figuera  | Odèn     | cova         |         | 42° 05′ 37″ N, 1° 21′ 33″ E / 42.0936356452383°N,1.35930484030041°E |           |                     | Modifica les dades a Wikidata |
|        | Grallera de Cambrils | Odèn     | cova         |         | 42° 08′ 58″ N, 1° 26′ 20″ E / 42.1495494630065°N,1.43896103722358°E |           |                     | Modifica les dades a Wikidata |
|        | cova de Coda         | Odèn     | cova         |         | 42° 06′ 40″ N, 1° 31′ 36″ E / 42.1111468029664°N,1.5267727869741°E  |           |                     | Modifica les dades a Wikidata |
|        | cova de la Canaleta  | Odèn     | cova         |         | 42° 07′ 00″ N, 1° 32′ 08″ E / 42.116609460661°N,1.53559760319026°E  |           |                     | Modifica les dades a Wikidata |
|        | cova de la Guineu    | Odèn     | cova         |         | 42° 07′ 06″ N, 1° 31′ 21″ E / 42.1182163172059°N,1.52254451526481°E |           |                     | Modifica les dades a Wikidata |
|        | cova dels Encantats  | Odèn     | cova         |         | 42° 07′ 54″ N, 1° 28′ 00″ E / 42.1317048096208°N,1.46674371088644°E |           |                     | Modifica les dades a Wikidata |
|        | el Borrut            | Odèn     | cova         |         | 42° 06′ 33″ N, 1° 32′ 44″ E / 42.1092073869739°N,1.54558918041441°E |           |                     | Modifica les dades a Wikidata |
|        | les Fosses           | Odèn     | cova         |         | 42° 06′ 38″ N, 1° 22′ 33″ E / 42.1106221081965°N,1.37582420367387°E |           |                     | Modifica les dades a Wikidata |

## curs d'aigua
| imatge | Nom                          | Ubicat a                                | instància de | Detalls                                                                                          | coordenades | Protecció | Commons (més fotos)          | Dades a WD                    |
| ------ | ---------------------------- | --------------------------------------- | ------------ | ------------------------------------------------------------------------------------------------ | --- | --------- | ---------------------------- | ----------------------------- |
|        | Ribera Salada                | Lladurs Bassella Castellar de la Ribera | curs d'aigua | Desemboca: Segre Llarg: 20km                                                                     | 42° 05′ 13″ N, 1° 26′ 17″ E / 42.087024°N,1.437941°E 42° 00′ 54″ N, 1° 17′ 59″ E / 42.015°N,1.299756°E                                        |           | Ribera Salada                | Modifica les dades a Wikidata |
|        | Ribera dels Perxets          | Odèn                                    | curs d'aigua | Desemboca: Riuet de la Plana Llarg: 5.3km                                                        | 42° 09′ 11″ N, 1° 25′ 07″ E / 42.15309°N,1.418634°E 42° 06′ 53″ N, 1° 26′ 18″ E / 42.114668°N,1.438266°E                                      |           |                              | Modifica les dades a Wikidata |
|        | Riuet de la Plana            | Odèn                                    | curs d'aigua | Desemboca: riera de Canalda Llarg: 6.94km                                                        | 42° 08′ 41″ N, 1° 26′ 56″ E / 42.144661°N,1.449026°E 42° 05′ 28″ N, 1° 26′ 27″ E / 42.091002°N,1.440854°E                                     |           | Riuet de la Plana            | Modifica les dades a Wikidata |
|        | Sopenya                      | Odèn                                    | curs d'aigua | Desemboca: riu Fred Llarg: 1.12km Conca: 63.3ha                                                  | 42° 07′ 57″ N, 1° 22′ 44″ E / 42.132407°N,1.378807°E 42° 07′ 55″ N, 1° 23′ 29″ E / 42.132001°N,1.391527°E                                     |           |                              | Modifica les dades a Wikidata |
|        | canal de les Armes           | Guixers Odèn                            | curs d'aigua | Desemboca: torrent de Junts Llarg: 526m Conca: 15ha                                              | 42° 07′ 19″ N, 1° 32′ 45″ E / 42.121945°N,1.5457999999999998°E 42° 07′ 16″ N, 1° 33′ 03″ E / 42.121248055555554°N,1.5508969444444445°E        |           |                              | Modifica les dades a Wikidata |
|        | canal del Boïgot dels Pèsols | Odèn Navès                              | curs d'aigua | Desemboca: torrent de Junts Llarg: 0.87km Conca: 29ha                                            | 42° 06′ 51″ N, 1° 32′ 51″ E / 42.114198°N,1.547616°E 42° 06′ 54″ N, 1° 33′ 20″ E / 42.115033°N,1.555635°E Clot de Vilamala                    |           | Canal del Boïgot dels Pèsols | Modifica les dades a Wikidata |
|        | canal del Peraldet           | Odèn Guixers                            | curs d'aigua | Desemboca: torrent de Junts Llarg: 0.89km Conca: 31ha                                            | 42° 07′ 06″ N, 1° 32′ 40″ E / 42.118244°N,1.544439°E 42° 07′ 02″ N, 1° 33′ 16″ E / 42.117333°N,1.554331°E Clot de Vilamala                    |           | Canal del Peraldet           | Modifica les dades a Wikidata |
|        | el Reguer                    | Odèn                                    | curs d'aigua | Desemboca: riu Fred Llarg: 0.83km Conca: 67.3ha                                                  | 42° 09′ 04″ N, 1° 23′ 05″ E / 42.151227°N,1.384808°E 42° 08′ 36″ N, 1° 23′ 00″ E / 42.143471°N,1.383401°E                                     |           |                              | Modifica les dades a Wikidata |
|        | rasa d'Encies                | Odèn                                    | curs d'aigua | Desemboca: riera de Canalda Llarg: 1.5km Anomenat per: Encies                                    | 42° 06′ 45″ N, 1° 32′ 44″ E / 42.112466°N,1.5455°E 42° 06′ 40″ N, 1° 31′ 43″ E / 42.111022°N,1.52866°E                                        |           | Rasa d'Encies                | Modifica les dades a Wikidata |
|        | rasa de Cal Quel             | Odèn                                    | curs d'aigua | Desemboca: rasa de les Olles Llarg: 0.95km Conca: 27.7ha                                         | 42° 07′ 30″ N, 1° 23′ 58″ E / 42.12505°N,1.399367°E 42° 07′ 06″ N, 1° 24′ 19″ E / 42.118462°N,1.405367°E                                      |           |                              | Modifica les dades a Wikidata |
|        | rasa de Canalda              | Odèn                                    | curs d'aigua | Desemboca: riera de Canalda Llarg: 1.57km Conca: 161.2ha                                         | 42° 08′ 51″ N, 1° 30′ 15″ E / 42.147526°N,1.504091°E 42° 08′ 18″ N, 1° 30′ 58″ E / 42.138365°N,1.516026°E                                     |           |                              | Modifica les dades a Wikidata |
|        | rasa de Cirera               | Odèn                                    | curs d'aigua | Desemboca: riu Fred Llarg: 2.89km Conca: 1675ha Anomenat per: Cirera                             | 42° 08′ 15″ N, 1° 25′ 26″ E / 42.137461°N,1.423788°E 42° 06′ 45″ N, 1° 25′ 16″ E / 42.112393°N,1.421222°E                                     |           |                              | Modifica les dades a Wikidata |
|        | rasa de Clot de Caons        | Odèn                                    | curs d'aigua | Desemboca: riu Fred Llarg: 2.29km Conca: 135.2ha                                                 | 42° 08′ 30″ N, 1° 25′ 24″ E / 42.141691°N,1.423308°E 42° 07′ 38″ N, 1° 24′ 30″ E / 42.127125°N,1.408407°E                                     |           |                              | Modifica les dades a Wikidata |
|        | rasa de Cogulers             | Odèn                                    | curs d'aigua | Desemboca: riera de Canalda Llarg: 3.05km Anomenat per: Cogulers                                 | 42° 06′ 48″ N, 1° 27′ 17″ E / 42.113327°N,1.454637°E 42° 05′ 23″ N, 1° 27′ 06″ E / 42.089722°N,1.451632°E                                     |           | Rasa de Cogulers             | Modifica les dades a Wikidata |
|        | rasa de Coll Pregon          | Odèn                                    | curs d'aigua | Desemboca: rasa de les Olles Llarg: 1.61km Conca: 70.4ha                                         | 42° 06′ 31″ N, 1° 23′ 16″ E / 42.108475°N,1.387723°E 42° 06′ 57″ N, 1° 24′ 02″ E / 42.1157°N,1.400552°E                                       |           |                              | Modifica les dades a Wikidata |
|        | rasa de Coll de Jou          | Guixers Odèn                            | curs d'aigua | Desemboca: riera de Canalda Llarg: 3.7km Anomenat per: Coll de Jou                               | 42° 08′ 18″ N, 1° 32′ 20″ E / 42.13836888888889°N,1.5388219444444444°E 42° 06′ 43″ N, 1° 31′ 42″ E / 42.111986944444446°N,1.528391111111111°E |           | Rasa de Coll de Jou          | Modifica les dades a Wikidata |
|        | rasa de Puig-arnau           | Odèn                                    | curs d'aigua | Desemboca: rasa de Coll de Jou Llarg: 2.7km Anomenat per: Puig-arnau                             | 42° 08′ 27″ N, 1° 31′ 49″ E / 42.140801°N,1.530384°E 42° 07′ 09″ N, 1° 31′ 53″ E / 42.119028°N,1.531432°E                                     |           | Rasa de Puig-arnau           | Modifica les dades a Wikidata |
|        | rasa de Ritort               | Odèn                                    | curs d'aigua | Desemboca: riera de Canalda Llarg: 1.4km                                                         | 42° 05′ 45″ N, 1° 28′ 06″ E / 42.095738°N,1.468351°E 42° 05′ 07″ N, 1° 27′ 43″ E / 42.085336°N,1.461976°E                                     |           |                              | Modifica les dades a Wikidata |
|        | rasa de Vilamala             | Navès Lladurs Odèn                      | curs d'aigua | Desemboca: Cardener Llarg: 2.26m                                                                 | 42° 06′ 20″ N, 1° 32′ 49″ E / 42.10548°N,1.546944°E 42° 06′ 28″ N, 1° 34′ 09″ E / 42.107716°N,1.569132°E Clot de Vilamala                     |           | Rasa de Vilamala             | Modifica les dades a Wikidata |
|        | rasa de la Font              | Odèn                                    | curs d'aigua | Desemboca: riu Fred Llarg: 1.25km Conca: 46ha                                                    | 42° 07′ 43″ N, 1° 25′ 06″ E / 42.128745°N,1.418354°E 42° 07′ 07″ N, 1° 24′ 56″ E / 42.118501°N,1.415506°E                                     |           |                              | Modifica les dades a Wikidata |
|        | rasa de la Presó             | Odèn                                    | curs d'aigua | Desemboca: rasa de les Olles Llarg: 1.41km Conca: 68.8ha                                         | 42° 06′ 42″ N, 1° 23′ 00″ E / 42.111788°N,1.383433°E 42° 06′ 58″ N, 1° 23′ 54″ E / 42.116045°N,1.398342°E                                     |           |                              | Modifica les dades a Wikidata |
|        | rasa de la Serra             | Odèn                                    | curs d'aigua | Desemboca: rasa de les Planes Llarg: 0.59km Conca: 7ha                                           | 42° 06′ 40″ N, 1° 23′ 03″ E / 42.111034°N,1.384129°E 42° 06′ 45″ N, 1° 23′ 25″ E / 42.112502°N,1.390224°E                                     |           |                              | Modifica les dades a Wikidata |
|        | rasa de les Olles            | Odèn                                    | curs d'aigua | Desemboca: riu Fred Llarg: 3.5km Conca: 428.5ha                                                  | 42° 07′ 16″ N, 1° 22′ 48″ E / 42.121226°N,1.380054°E 42° 07′ 12″ N, 1° 24′ 54″ E / 42.120058°N,1.415056°E                                     |           |                              | Modifica les dades a Wikidata |
|        | rasa de les Planes           | Odèn                                    | curs d'aigua | Desemboca: rasa de la Presó Llarg: 0.71km Conca: 21.9ha                                          | 42° 06′ 35″ N, 1° 23′ 05″ E / 42.109817°N,1.384638°E 42° 06′ 46″ N, 1° 23′ 28″ E / 42.112799°N,1.391142°E                                     |           |                              | Modifica les dades a Wikidata |
|        | rasa del Malpàs              | Odèn                                    | curs d'aigua | Desemboca: riu Fred Llarg: 2.16km Conca: 112.6ha                                                 | 42° 08′ 31″ N, 1° 21′ 57″ E / 42.142029°N,1.365888°E 42° 08′ 14″ N, 1° 23′ 19″ E / 42.137293°N,1.388577°E                                     |           |                              | Modifica les dades a Wikidata |
|        | riera de Cal Sala            | Odèn                                    | curs d'aigua | Desemboca: riu Fred Llarg: 2.54km Conca: 116.5ha                                                 | 42° 09′ 05″ N, 1° 24′ 03″ E / 42.151282°N,1.40093°E 42° 07′ 52″ N, 1° 24′ 08″ E / 42.131161°N,1.40215°E                                       |           | Riera de Cal Sala            | Modifica les dades a Wikidata |
|        | riera de Cal Xinquet         | Odèn                                    | curs d'aigua | Desemboca: riera de Sant Quintí Llarg: 2.08km Conca: 85.6ha Anomenat per: Cal Xinquet            | 42° 08′ 55″ N, 1° 25′ 08″ E / 42.14859°N,1.418861°E 42° 08′ 02″ N, 1° 24′ 24″ E / 42.133943°N,1.406633°E                                      |           |                              | Modifica les dades a Wikidata |
|        | riera de Canalda             | Odèn Lladurs la Coma i la Pedra         | curs d'aigua | Desemboca: Ribera Salada Llarg: 19.8km                                                           | 42° 10′ 45″ N, 1° 31′ 15″ E / 42.179029°N,1.52073°E 42° 05′ 13″ N, 1° 26′ 17″ E / 42.086926°N,1.437995°E                                      |           | Riera de Canalda             | Modifica les dades a Wikidata |
|        | riera de Sant Quintí         | Odèn                                    | curs d'aigua | Desemboca: riu Fred Llarg: 3.14km Conca: 287.1ha Anomenat per: Ermita de Sant Quintí de Cambrils | 42° 09′ 19″ N, 1° 24′ 20″ E / 42.155186°N,1.405483°E 42° 07′ 48″ N, 1° 24′ 17″ E / 42.129986°N,1.40473°E                                      |           |                              | Modifica les dades a Wikidata |
|        | riu Fred                     | Odèn Lladurs                            | curs d'aigua | Desemboca: Ribera Salada Llarg: 10.42km Conca: 26.77km²                                          | 42° 08′ 39″ N, 1° 22′ 03″ E / 42.144223°N,1.367526°E 42° 05′ 13″ N, 1° 26′ 17″ E / 42.086912°N,1.437989°E                                     |           | Riu Fred (Odèn)              | Modifica les dades a Wikidata |
|        | riu d'Odèn                   | Odèn                                    | curs d'aigua | Desemboca: riera de Canalda Llarg: 13.2km                                                        | 42° 10′ 57″ N, 1° 31′ 11″ E / 42.18253°N,1.519785°E 42° 05′ 54″ N, 1° 28′ 59″ E / 42.098383°N,1.483059°E                                      |           | Riu d'Odèn                   | Modifica les dades a Wikidata |
|        | torrent d'Urdoll             | Guixers Odèn la Coma i la Pedra         | curs d'aigua | Desemboca: rasa de Canalda                                                                       | 42° 10′ 15″ N, 1° 31′ 31″ E / 42.170811111111114°N,1.5253805555555555°E 42° 08′ 18″ N, 1° 30′ 58″ E / 42.1384°N,1.516061111111111°E           |           | Torrent d'Urdoll             | Modifica les dades a Wikidata |
|        | torrent de Junyent           | Odèn                                    | curs d'aigua | Desemboca: riera de Canalda Llarg: 4.54km Anomenat per: Junyent                                  | 42° 07′ 47″ N, 1° 30′ 43″ E / 42.129758°N,1.511911°E 42° 05′ 53″ N, 1° 29′ 26″ E / 42.098128°N,1.490551°E                                     |           | Torrent de Junyent           | Modifica les dades a Wikidata |
|        | torrent de la Perdiu         | Odèn Guixers                            | curs d'aigua | Desemboca: riera de Canalda Llarg: 2.72km Conca: 110.3ha                                         | 42° 08′ 45″ N, 1° 31′ 36″ E / 42.14569888888889°N,1.526771111111111°E 42° 07′ 20″ N, 1° 31′ 27″ E / 42.122145°N,1.5241288888888889°E          |           | Torrent de la Perdiu         | Modifica les dades a Wikidata |

## entitat singular de població
| imatge | Nom            | Ubicat a | instància de                                                    | Detalls | coordenades                                                                 | Protecció | Commons (més fotos) | Dades a WD                    |
| ------ | -------------- | -------- | --------------------------------------------------------------- | ------- | --------------------------------------------------------------------------- | --------- | ------------------- | ----------------------------- |
|        | Cambrils       | Odèn     | entitat singular de població capital municipal                  | 54 hab  | 42° 08′ 23″ N, 1° 23′ 23″ E / 42.13960278°N,1.38959722°E 1135 msnm          |           | Cambrils (Odèn)     | Modifica les dades a Wikidata |
|        | Canalda        | Odèn     | entitat singular de població entitat municipal descentralitzada | 38 hab  | 42° 07′ 23″ N, 1° 31′ 09″ E / 42.123016666667°N,1.5191388888889°E 1176 msnm |           | Canalda             | Modifica les dades a Wikidata |
|        | Llinars        | Odèn     | entitat singular de població                                    | 44 hab  | 42° 08′ 52″ N, 1° 22′ 47″ E / 42.14778611°N,1.37965833°E 1268 msnm          |           | Llinars (Odèn)      | Modifica les dades a Wikidata |
|        | Odèn           | Odèn     | entitat singular de població                                    | 26 hab  | 42° 08′ 00″ N, 1° 27′ 20″ E / 42.13336936°N,1.455420891°E 1321 msnm         |           |                     | Modifica les dades a Wikidata |
|        | el Montnou     | Odèn     | entitat singular de població                                    | 32 hab  | 42° 08′ 47″ N, 1° 29′ 16″ E / 42.14648°N,1.48774°E 1450 msnm                |           | El Montnou          | Modifica les dades a Wikidata |
|        | el Racó        | Odèn     | entitat singular de població                                    | 18 hab  | 42° 08′ 12″ N, 1° 24′ 04″ E / 42.13677222°N,1.40114083°E 1052 msnm          |           | El Racó (Odèn)      | Modifica les dades a Wikidata |
|        | el Sàlzer      | Odèn     | entitat singular de població                                    | 2 hab   | 42° 06′ 44″ N, 1° 22′ 18″ E / 42.11214722°N,1.37158056°E 943 msnm           |           | El Sàlzer (Odèn)    | Modifica les dades a Wikidata |
|        | la Móra Comdal | Odèn     | entitat singular de població                                    | 0 hab   | 42° 06′ 43″ N, 1° 20′ 30″ E / 42.111911°N,1.341753°E 763 msnm               |           | La Móra Comdal      | Modifica les dades a Wikidata |
|        | la Valldan     | Odèn     | entitat singular de població                                    | 17 hab  | 42° 05′ 40″ N, 1° 20′ 59″ E / 42.094307°N,1.34978°E 687 msnm                |           | La Valldan (Odèn)   | Modifica les dades a Wikidata |

## església
| imatge | Nom                                           | Ubicat a       | instància de                 | Detalls                                                                  | coordenades                                                                                             | Protecció                                  | Commons (més fotos)                           | Dades a WD                    |
| ------ | --------------------------------------------- | -------------- | ---------------------------- | ------------------------------------------------------------------------ | --- | ------------------------------------------ | --------------------------------------------- | ----------------------------- |
|        | Ermita de Sant Quintí de Cambrils             | el Racó        | església                     | Estil: arquitectura romànica 12nd century                                | 42° 08′ 06″ N, 1° 24′ 22″ E / 42.135°N,1.40609°E ca:Sota el veïnat del Racó de Cambrils 946 msnm        | bé cultural d'interès local                | Sant Quintí de Cambrils                       | Modifica les dades a Wikidata |
|        | Mare de Déu del Remei del castell de Cambrils | Cambrils       | església capella             | Estil: arquitectura romànica                                             | 42° 07′ 56″ N, 1° 23′ 18″ E / 42.1322498040935°N,1.38824209816775°E 1170 msnm                           |                                            | Mare de Déu del Remei del castell de Cambrils | Modifica les dades a Wikidata |
|        | Sant Julià de Canalda                         | Canalda        | església església parroquial | Estil: arquitectura romànica 11st century                                | 42° 07′ 23″ N, 1° 31′ 09″ E / 42.123°N,1.51923°E 1177 msnm                                              | bé cultural d'interès local                | Sant Julià de Canalda                         | Modifica les dades a Wikidata |
|        | Sant Just d'Odèn                              | la Valldan     | església                     | Estil: arquitectura romànica 11st century                                | 42° 05′ 13″ N, 1° 20′ 49″ E / 42.086833°N,1.346965°E 753 msnm                                           | bé integrant del patrimoni cultural català | Sant Just d'Odèn                              | Modifica les dades a Wikidata |
|        | Sant Just i Sant Pastor de la Valldan         | la Valldan     | església                     | Estil: arquitectura romànica 12nd century                                | 42° 05′ 39″ N, 1° 20′ 58″ E / 42.094102°N,1.34956°E 684 msnm                                            | bé cultural d'interès local                | Sant Just i Sant Pastor de la Valldan         | Modifica les dades a Wikidata |
|        | Sant Martí de Cambrils                        | Cambrils       | església església parroquial | Estil: arquitectura romànica arquitectura popular 11st century           | 42° 07′ 59″ N, 1° 23′ 14″ E / 42.133086°N,1.387343°E 1135 msnm                                          | bé cultural d'interès local                | Sant Martí de Cambrils                        | Modifica les dades a Wikidata |
|        | Sant Martí de Cavallera                       | Odèn           | església                     |                                                                          | 42° 06′ 51″ N, 1° 29′ 26″ E / 42.114131°N,1.490611°E ca:Carretera L-401, km 34 1226 msnm                |                                            |                                               | Modifica les dades a Wikidata |
|        | Sant Miquel del Soler de Dalt                 | Odèn           | església                     | Estil: arquitectura romànica 12nd century Anomenat per: el Soler de Dalt | 42° 07′ 10″ N, 1° 28′ 18″ E / 42.1194°N,1.47158°E ca:Masia del Soler de Dalt 1096 msnm                  | bé cultural d'interès local                | Sant Miquel del Soler de Dalt                 | Modifica les dades a Wikidata |
|        | Santa Bàrbara del Racó                        | el Racó        | església ermita              | Estil: arquitectura barroca 17th century                                 | 42° 08′ 09″ N, 1° 23′ 35″ E / 42.135753006646°N,1.3931745388726°E ca:Prop de la casa Espunyes 1043 msnm |                                            |                                               | Modifica les dades a Wikidata |
|        | Santa Cecília d'Odèn                          | Odèn           | església església parroquial | Estil: arquitectura barroca 18th century                                 | 42° 07′ 58″ N, 1° 27′ 18″ E / 42.132855°N,1.454997°E 1287 msnm                                          | bé cultural d'interès local                | Santa Cecília d'Odèn                          | Modifica les dades a Wikidata |
|        | Santa Eugènia de la Móra Comdal               | la Móra Comdal | església                     | Estil: arquitectura romànica 12nd century                                | 42° 06′ 47″ N, 1° 20′ 37″ E / 42.112999°N,1.343491°E 773 msnm                                           | bé cultural d'interès local                | Santa Eugènia de la Móra Comdal               | Modifica les dades a Wikidata |
|        | Santa Magdalena del Sàlzer                    | el Sàlzer      | església                     | Estil: arquitectura romànica 12nd century                                | 42° 06′ 39″ N, 1° 22′ 20″ E / 42.110934°N,1.372253°E 971 msnm                                           | bé cultural d'interès local                | Santa Magdalena del Sàlzer                    | Modifica les dades a Wikidata |

## font
| imatge | Nom                 | Ubicat a   | instància de | Detalls                | coordenades                                                                                | Protecció | Commons (més fotos) | Dades a WD                    |
| ------ | ------------------- | ---------- | ------------ | ---------------------- | ------------------------------------------------------------------------------------------ | --------- | ------------------- | ----------------------------- |
|        | Fontcoberta         | Odèn       | font         |                        | 42° 07′ 33″ N, 1° 27′ 18″ E / 42.125796827556°N,1.4551260304702°E 1179 msnm                |           |                     | Modifica les dades a Wikidata |
|        | font de Pallerols   | Canalda    | font         |                        | 42° 08′ 20″ N, 1° 30′ 53″ E / 42.13895°N,1.514648°E 1400 msnm                              |           |                     | Modifica les dades a Wikidata |
|        | font de Sant Quintí | el Racó    | font         |                        | 42° 08′ 07″ N, 1° 24′ 24″ E / 42.1353269217818°N,1.40672532888491°E 945 msnm               |           |                     | Modifica les dades a Wikidata |
|        | font de la Borda    | Cambrils   | font         | Anomenat per: la Borda | 42° 07′ 18″ N, 1° 29′ 12″ E / 42.121714367064°N,1.4866780848963°E 1392 msnm                |           |                     | Modifica les dades a Wikidata |
|        | font del Vermell    | Odèn       | font         |                        | 42° 07′ 58″ N, 1° 28′ 10″ E / 42.1329101202692°N,1.46932812537147°E 1241 msnm              |           |                     | Modifica les dades a Wikidata |
|        | font dels Fangassos | el Montnou | font         |                        | 42° 09′ 04″ N, 1° 30′ 21″ E / 42.1509724540146°N,1.50591584404042°E 1778 msnm              |           |                     | Modifica les dades a Wikidata |
|        | font dels Micallons | Canalda    | font         |                        | 42° 08′ 43″ N, 1° 30′ 43″ E / 42.145267°N,1.51185°E ca:Sota els prats de Canalda 1700 msnm |           |                     | Modifica les dades a Wikidata |
|        | font dels Orris     | el Montnou | font         |                        | 42° 08′ 58″ N, 1° 29′ 54″ E / 42.149506°N,1.498334°E 1746 msnm                             |           |                     | Modifica les dades a Wikidata |
|        | les Fontanelles     | Odèn       | font         |                        | 42° 07′ 36″ N, 1° 27′ 58″ E / 42.1267801523943°N,1.46619708623306°E 1088 msnm              |           |                     | Modifica les dades a Wikidata |

## hàbitat troglodític
| imatge | Nom          | Ubicat a | instància de              | Detalls                                  | coordenades                                                                                    | Protecció                   | Commons (més fotos)  | Dades a WD                    |
| ------ | ------------ | -------- | ------------------------- | ---------------------------------------- | ---------------------------------------------------------------------------------------------- | --------------------------- | -------------------- | ----------------------------- |
|        | Ca la Rita   | Canalda  | hàbitat troglodític masia | Estil: arquitectura popular 18th century | 42° 07′ 38″ N, 1° 30′ 04″ E / 42.127251°N,1.500986°E ca:Al peu de la Roca de Canalda 1360 msnm | bé cultural d'interès local | Ca la Rita (Canalda) | Modifica les dades a Wikidata |
|        | Esplugapalla | Canalda  | hàbitat troglodític       |                                          | 42° 06′ 45″ N, 1° 30′ 00″ E / 42.112393°N,1.500099°E 982 msnm                                  |                             |                      | Modifica les dades a Wikidata |

## indret
| imatge | Nom                 | Ubicat a                   | instància de | Detalls      | coordenades                                                                                     | Protecció | Commons (més fotos)    | Dades a WD                    |
| ------ | ------------------- | -------------------------- | ------------ | ------------ | ----------------------------------------------------------------------------------------------- | --------- | ---------------------- | ----------------------------- |
|        | Aigüesjuntes        | Lladurs Odèn               | indret       |              | 42° 05′ 13″ N, 1° 26′ 17″ E / 42.08691111°N,1.43798333°E ca:desembocadura del Riu Fred 640 msnm |           | Aigüesjuntes (Lladurs) | Modifica les dades a Wikidata |
|        | Clot de Vilamala    | Guixers Odèn Lladurs Navès | indret       |              | 42° 06′ 39″ N, 1° 33′ 39″ E / 42.1107°N,1.560828°E 900 1375 msnm                                |           | Clot de Vilamala       | Modifica les dades a Wikidata |
|        | Coma de la Comtessa | el Montnou                 | indret coma  | Llarg: 1.5km | 42° 10′ 35″ N, 1° 30′ 43″ E / 42.17648333°N,1.51194167°E 2250 2325 msnm                         |           | Coma de la Comtessa    | Modifica les dades a Wikidata |
|        | Roques Blanques     | Odèn                       | indret       |              | 42° 07′ 43″ N, 1° 21′ 59″ E / 42.1286°N,1.36627°E 1225 msnm                                     |           | Roques Blanques (Odèn) | Modifica les dades a Wikidata |

## masia
| imatge | Nom                       | Ubicat a       | instància de | Detalls                                  | coordenades                                                                                            | Protecció                                  | Commons (més fotos)  | Dades a WD                    |
| ------ | ------------------------- | -------------- | ------------ | ---------------------------------------- | --- | ------------------------------------------ | -------------------- | ----------------------------- |
|        | Balletbò                  | Odèn           | masia        |                                          | 42° 07′ 09″ N, 1° 26′ 44″ E / 42.11905833°N,1.44542222°E 942 msnm                                      |                                            |                      | Modifica les dades a Wikidata |
|        | Barbau                    | Cambrils       | masia        | Estat: enderrocat o destruït             | 42° 09′ 03″ N, 1° 24′ 43″ E / 42.1508010004074°N,1.41203767599687°E 1531 msnm                          |                                            |                      | Modifica les dades a Wikidata |
|        | Bartoló                   | Cambrils       | masia        |                                          | 42° 08′ 06″ N, 1° 23′ 22″ E / 42.1349408204844°N,1.38939593451701°E 1070 msnm                          |                                            |                      | Modifica les dades a Wikidata |
|        | Bartoló Vell              | Cambrils       | masia        | Estat: enderrocat o destruït             | 42° 07′ 56″ N, 1° 23′ 16″ E / 42.1321077921739°N,1.38774962832239°E 1180 msnm                          |                                            |                      | Modifica les dades a Wikidata |
|        | Ca l'Espinal              | la Valldan     | masia        |                                          | 42° 05′ 47″ N, 1° 21′ 17″ E / 42.09627778°N,1.35485278°E 746 msnm                                      |                                            |                      | Modifica les dades a Wikidata |
|        | Ca l'Espunyes             | el Racó        | masia        |                                          | 42° 08′ 11″ N, 1° 24′ 02″ E / 42.1362696024998°N,1.40068794504617°E 1043 msnm                          |                                            |                      | Modifica les dades a Wikidata |
|        | Ca l'Isidre               | Cambrils Odèn  | masia        |                                          | 42° 08′ 15″ N, 1° 23′ 22″ E / 42.1375161558643°N,1.38936696291415°E 1072 msnm                          |                                            |                      | Modifica les dades a Wikidata |
|        | Ca l'Àngel                | Cambrils       | masia        |                                          | 42° 08′ 01″ N, 1° 23′ 12″ E / 42.1337153878085°N,1.38678927697742°E 1127 msnm                          |                                            |                      | Modifica les dades a Wikidata |
|        | Cal Baró                  | Canalda        | masia        |                                          | 42° 07′ 26″ N, 1° 31′ 12″ E / 42.1237576653452°N,1.51994780262539°E 1176 msnm                          |                                            |                      | Modifica les dades a Wikidata |
|        | Cal Benet                 | Llinars        | masia        |                                          | 42° 08′ 50″ N, 1° 22′ 54″ E / 42.1471620567014°N,1.38171588997659°E 1181 msnm                          |                                            |                      | Modifica les dades a Wikidata |
|        | Cal Bepo                  | el Montnou     | masia        |                                          | 42° 08′ 20″ N, 1° 28′ 39″ E / 42.138846°N,1.477495°E 1335 msnm                                         |                                            |                      | Modifica les dades a Wikidata |
|        | Cal Betriu                | la Móra Comdal | masia        | Estat: ruïnós                            | 42° 06′ 43″ N, 1° 20′ 30″ E / 42.1119°N,1.3417°E 763 msnm                                              |                                            |                      | Modifica les dades a Wikidata |
|        | Cal Bonjoan               | la Móra Comdal | masia        | Estat: ruïnós                            | 42° 06′ 42″ N, 1° 20′ 31″ E / 42.1115697732479°N,1.34196925777638°E 752 msnm                           |                                            |                      | Modifica les dades a Wikidata |
|        | Cal Cabanola              | el Montnou     | masia        |                                          | 42° 08′ 28″ N, 1° 29′ 01″ E / 42.1410534226219°N,1.48370163313766°E 1418 msnm                          |                                            |                      | Modifica les dades a Wikidata |
|        | Cal Caramet               | la Valldan     | masia        | Estat: ruïnós                            | 42° 04′ 53″ N, 1° 21′ 05″ E / 42.0813°N,1.35134°E 762 msnm                                             |                                            |                      | Modifica les dades a Wikidata |
|        | Cal Catralles             | el Montnou     | masia        |                                          | 42° 08′ 46″ N, 1° 29′ 34″ E / 42.1460177317565°N,1.49273226573803°E 1555 msnm                          |                                            |                      | Modifica les dades a Wikidata |
|        | Cal Collet                | Llinars        | masia        |                                          | 42° 09′ 02″ N, 1° 23′ 00″ E / 42.15058694°N,1.38344694°E 1245 msnm                                     |                                            |                      | Modifica les dades a Wikidata |
|        | Cal Cordill               | la Valldan     | masia        |                                          | 42° 05′ 46″ N, 1° 22′ 12″ E / 42.09616667°N,1.37000556°E 857 msnm                                      |                                            |                      | Modifica les dades a Wikidata |
|        | Cal Costes                | el Montnou     | masia        |                                          | 42° 08′ 58″ N, 1° 29′ 02″ E / 42.14938889°N,1.48390056°E 1379 msnm                                     |                                            |                      | Modifica les dades a Wikidata |
|        | Cal Duric                 | la Valldan     | masia        |                                          | 42° 05′ 38″ N, 1° 20′ 56″ E / 42.0938365771306°N,1.34882799455192°E 676 msnm                           |                                            |                      | Modifica les dades a Wikidata |
|        | Cal Fanguet               | Llinars        | masia        |                                          | 42° 08′ 53″ N, 1° 22′ 29″ E / 42.1481187490637°N,1.37485369396388°E 1298 msnm                          |                                            |                      | Modifica les dades a Wikidata |
|        | Cal Gepolí                | el Montnou     | masia        |                                          | 42° 08′ 47″ N, 1° 28′ 47″ E / 42.146304°N,1.479587°E 1324 msnm                                         |                                            |                      | Modifica les dades a Wikidata |
|        | Cal Jaume                 | el Racó        | masia        | Estat: ruïnós                            | 42° 08′ 30″ N, 1° 24′ 27″ E / 42.1417494607776°N,1.40745976699828°E 1146 msnm                          |                                            |                      | Modifica les dades a Wikidata |
|        | Cal Jaumet                | Cambrils       | masia        |                                          | 42° 08′ 06″ N, 1° 23′ 12″ E / 42.134867246025°N,1.38672373839528°E 1154 msnm                           |                                            |                      | Modifica les dades a Wikidata |
|        | Cal Jaumetó               | el Montnou     | masia        |                                          | 42° 08′ 10″ N, 1° 28′ 22″ E / 42.1362°N,1.4727°E 1260 msnm                                             |                                            |                      | Modifica les dades a Wikidata |
|        | Cal Jepet                 | Odèn           | masia        |                                          | 42° 08′ 55″ N, 1° 22′ 35″ E / 42.1486°N,1.37626°E Llinars 1291 msnm                                    |                                            |                      | Modifica les dades a Wikidata |
|        | Cal Joan                  | Llinars        | masia        |                                          | 42° 08′ 55″ N, 1° 22′ 45″ E / 42.1484783195496°N,1.37926187404821°E 1247 msnm                          |                                            |                      | Modifica les dades a Wikidata |
|        | Cal Marc                  | Odèn           | masia        |                                          | 42° 05′ 45″ N, 1° 22′ 13″ E / 42.09580556°N,1.370275°E 853 msnm                                        |                                            | Cal Marc (Odèn)      | Modifica les dades a Wikidata |
|        | Cal Mateu                 | el Montnou     | masia        |                                          | 42° 08′ 58″ N, 1° 29′ 08″ E / 42.1494882202858°N,1.48544883024792°E 1407 msnm                          |                                            |                      | Modifica les dades a Wikidata |
|        | Cal Mestre                | Odèn           | masia        | Estat: enderrocat o destruït             | 42° 08′ 51″ N, 1° 21′ 58″ E / 42.1475°N,1.36608°E Llinars 1373 msnm                                    |                                            |                      | Modifica les dades a Wikidata |
|        | Cal Minguet               | la Valldan     | masia        |                                          | 42° 05′ 37″ N, 1° 20′ 58″ E / 42.093710406152°N,1.34944795826668°E 688 msnm                            |                                            |                      | Modifica les dades a Wikidata |
|        | Cal Mores                 | Cambrils       | masia        |                                          | 42° 08′ 04″ N, 1° 23′ 14″ E / 42.1344227149082°N,1.38713431428853°E 1129 msnm                          |                                            |                      | Modifica les dades a Wikidata |
|        | Cal Pastor                | el Montnou     | masia        |                                          | 42° 08′ 49″ N, 1° 28′ 54″ E / 42.1470238408693°N,1.48161067962705°E 1354 msnm                          |                                            |                      | Modifica les dades a Wikidata |
|        | Cal Pere Vallès           | Odèn           | masia        | Estat: ruïnós                            | 42° 06′ 47″ N, 1° 22′ 07″ E / 42.11302778°N,1.36867639°E el Sàlzer 867 msnm                            |                                            |                      | Modifica les dades a Wikidata |
|        | Cal Petit                 | Canalda        | masia        |                                          | 42° 08′ 27″ N, 1° 24′ 29″ E / 42.140831°N,1.408145°E 1131 msnm                                         |                                            |                      | Modifica les dades a Wikidata |
|        | Cal Pinassa               | el Montnou     | masia        |                                          | 42° 08′ 53″ N, 1° 28′ 57″ E / 42.148072664523°N,1.48260221103235°E 1374 msnm                           |                                            |                      | Modifica les dades a Wikidata |
|        | Cal Prat                  | el Sàlzer      | masia        |                                          | 42° 06′ 40″ N, 1° 22′ 20″ E / 42.1112010685458°N,1.37219292240542°E 971 msnm                           |                                            |                      | Modifica les dades a Wikidata |
|        | Cal Pubilló               | Canalda        | masia        |                                          | 42° 08′ 00″ N, 1° 31′ 40″ E / 42.1334°N,1.52767°E 1341 msnm                                            |                                            | Cal Pubilló (Odèn)   | Modifica les dades a Wikidata |
|        | Cal Quel                  | Cambrils       | masia        | Estat: ruïnós                            | 42° 07′ 30″ N, 1° 24′ 07″ E / 42.1249140468577°N,1.4020624619484°E 1062 msnm                           |                                            |                      | Modifica les dades a Wikidata |
|        | Cal Quelet                | Odèn           | masia        | Estat: enderrocat o destruït             | 42° 07′ 14″ N, 1° 28′ 20″ E / 42.1205301012662°N,1.47228755662865°E 1108 msnm                          |                                            |                      | Modifica les dades a Wikidata |
|        | Cal Quic                  | el Montnou     | masia        |                                          | 42° 08′ 53″ N, 1° 29′ 30″ E / 42.1479659818026°N,1.49158472268272°E 1522 msnm                          |                                            |                      | Modifica les dades a Wikidata |
|        | Cal Ral                   | Odèn           | masia        | Estat: enderrocat o destruït             | 42° 05′ 36″ N, 1° 26′ 42″ E / 42.09322222°N,1.44489722°E ca:Marge dret de la Riera de Canalda 655 msnm |                                            |                      | Modifica les dades a Wikidata |
|        | Cal Ramonet               | la Móra Comdal | masia        |                                          | 42° 06′ 42″ N, 1° 20′ 30″ E / 42.1118°N,1.34168°E 757 msnm                                             |                                            |                      | Modifica les dades a Wikidata |
|        | Cal Reboller              | Llinars        | masia        |                                          | 42° 08′ 46″ N, 1° 22′ 52″ E / 42.1461705048888°N,1.3810150312531°E 1178 msnm                           |                                            |                      | Modifica les dades a Wikidata |
|        | Cal Reguer                | Canalda        | masia        |                                          | 42° 07′ 22″ N, 1° 31′ 12″ E / 42.122902648443°N,1.51999190153608°E 1164 msnm                           |                                            |                      | Modifica les dades a Wikidata |
|        | Cal Rito                  | el Racó        | masia        | Estat: ruïnós                            | 42° 08′ 17″ N, 1° 24′ 08″ E / 42.138°N,1.40226°E 1122 msnm                                             |                                            |                      | Modifica les dades a Wikidata |
|        | Cal Roca                  | el Racó        | masia        |                                          | 42° 08′ 11″ N, 1° 24′ 01″ E / 42.1364074088705°N,1.4002367722963°E 1045 msnm                           |                                            |                      | Modifica les dades a Wikidata |
|        | Cal Ros                   | Odèn           | masia        |                                          | 42° 08′ 18″ N, 1° 24′ 07″ E / 42.1383°N,1.40186°E 1102 msnm                                            |                                            |                      | Modifica les dades a Wikidata |
|        | Cal Rosta                 | el Montnou     | masia        |                                          | 42° 08′ 41″ N, 1° 28′ 58″ E / 42.1447°N,1.48275°E 1395 msnm                                            |                                            |                      | Modifica les dades a Wikidata |
|        | Cal Sala                  | el Racó        | masia        |                                          | 42° 08′ 13″ N, 1° 24′ 06″ E / 42.1368154430171°N,1.40172692521143°E 1051 msnm                          |                                            |                      | Modifica les dades a Wikidata |
|        | Cal Serra-seca            | el Sàlzer      | masia        | Estat: ruïnós                            | 42° 06′ 56″ N, 1° 22′ 54″ E / 42.11541667°N,1.38167222°E 1208 msnm                                     |                                            |                      | Modifica les dades a Wikidata |
|        | Cal Tafarot               | el Montnou     | masia        |                                          | 42° 08′ 38″ N, 1° 29′ 17″ E / 42.1439946725999°N,1.48819374793232°E 1496 msnm                          |                                            |                      | Modifica les dades a Wikidata |
|        | Cal Tico                  | el Montnou     | masia        |                                          | 42° 08′ 33″ N, 1° 29′ 20″ E / 42.1424624406497°N,1.48878686831847°E 1505 msnm                          |                                            |                      | Modifica les dades a Wikidata |
|        | Cal Ton Riu               | el Montnou     | masia        |                                          | 42° 08′ 29″ N, 1° 29′ 09″ E / 42.1414°N,1.48586°E 1464 msnm                                            |                                            |                      | Modifica les dades a Wikidata |
|        | Cal Vilana                | Llinars        | masia        |                                          | 42° 08′ 47″ N, 1° 22′ 51″ E / 42.1464662323986°N,1.38091067816492°E 1178 msnm                          |                                            |                      | Modifica les dades a Wikidata |
|        | Cal Xarell                | Cambrils       | masia        | Estat: enderrocat o destruït             | 42° 06′ 46″ N, 1° 23′ 50″ E / 42.1128410674847°N,1.39720099048024°E 975 msnm                           |                                            |                      | Modifica les dades a Wikidata |
|        | Cal Xinquet               | el Racó        | masia        |                                          | 42° 08′ 27″ N, 1° 24′ 30″ E / 42.14075°N,1.40847222°E 1122 msnm                                        |                                            |                      | Modifica les dades a Wikidata |
|        | Cal Xivill                | el Montnou     | masia        | Estat: ruïnós                            | 42° 08′ 27″ N, 1° 28′ 32″ E / 42.140703°N,1.475431°E 1216 msnm                                         |                                            |                      | Modifica les dades a Wikidata |
|        | Can Costa de Canalda      | Canalda        | masia        | Estil: arquitectura popular 16th century | 42° 07′ 24″ N, 1° 31′ 07″ E / 42.123415°N,1.518536°E 1185 msnm                                         | bé cultural d'interès local                | Can Costa de Canalda | Modifica les dades a Wikidata |
|        | Can Reig                  | Canalda        | masia        | Estat: ruïnós                            | 42° 07′ 16″ N, 1° 31′ 55″ E / 42.121114°N,1.53186°E 1123 msnm                                          |                                            |                      | Modifica les dades a Wikidata |
|        | Can Sadoll                | Llinars        | masia        |                                          | 42° 09′ 01″ N, 1° 22′ 32″ E / 42.1502469176436°N,1.37568274348238°E 1332 msnm                          |                                            |                      | Modifica les dades a Wikidata |
|        | Casa Vella de Cal Ramonet | el Montnou     | masia        |                                          | 42° 08′ 59″ N, 1° 29′ 14″ E / 42.149731°N,1.487265°E 1440 msnm                                         |                                            |                      | Modifica les dades a Wikidata |
|        | Caselles                  | Odèn           | masia        | Estat: enderrocat o destruït             | 42° 07′ 17″ N, 1° 26′ 43″ E / 42.1213094018522°N,1.44515882288937°E 930 msnm                           |                                            |                      | Modifica les dades a Wikidata |
|        | Caseta de Móres           | Cambrils       | masia        |                                          | 42° 06′ 58″ N, 1° 23′ 43″ E / 42.1161391542263°N,1.39540019892853°E 986 msnm                           |                                            |                      | Modifica les dades a Wikidata |
|        | Caseta del Sàlzer         | el Sàlzer      | masia        |                                          | 42° 06′ 53″ N, 1° 21′ 40″ E / 42.1146361902169°N,1.36107348661224°E 788 msnm                           |                                            |                      | Modifica les dades a Wikidata |
|        | Cavallera                 | Canalda        | masia        |                                          | 42° 06′ 50″ N, 1° 29′ 28″ E / 42.11391667°N,1.49097778°E 1222 msnm                                     |                                            |                      | Modifica les dades a Wikidata |
|        | Cirera                    | Odèn           | masia        |                                          | 42° 07′ 28″ N, 1° 25′ 20″ E / 42.12447222°N,1.42209722°E 976 msnm                                      |                                            |                      | Modifica les dades a Wikidata |
|        | Cogulers                  | Odèn           | masia        |                                          | 42° 06′ 21″ N, 1° 27′ 37″ E / 42.10572222°N,1.46015833°E 974 msnm                                      |                                            | Cogulers             | Modifica les dades a Wikidata |
|        | Companys                  | Odèn           | masia        |                                          | 42° 06′ 21″ N, 1° 27′ 36″ E / 42.1057757203879°N,1.45999124882719°E 977 msnm                           |                                            |                      | Modifica les dades a Wikidata |
|        | Cordes                    | Odèn           | masia        | Estat: enderrocat o destruït             | 42° 08′ 57″ N, 1° 24′ 05″ E / 42.1491042750428°N,1.40140564779388°E 1462 msnm                          |                                            |                      | Modifica les dades a Wikidata |
|        | Encies                    | Canalda        | masia        |                                          | 42° 06′ 46″ N, 1° 32′ 21″ E / 42.1127°N,1.53908°E 1125 msnm                                            |                                            | Encies               | Modifica les dades a Wikidata |
|        | Encies Baixes             | Canalda        | masia        | Estat: ruïnós                            | 42° 06′ 44″ N, 1° 31′ 57″ E / 42.11220833°N,1.532525°E 1074 msnm                                       |                                            | Encies Baixes        | Modifica les dades a Wikidata |
|        | Fontcoberta               | Odèn           | masia        |                                          | 42° 07′ 32″ N, 1° 27′ 13″ E / 42.1254579036657°N,1.45357440369989°E 1173 msnm                          |                                            |                      | Modifica les dades a Wikidata |
|        | Hostalnou de Canalda      | Canalda        | masia        | Estat: ruïnós                            | 42° 07′ 21″ N, 1° 32′ 38″ E / 42.1224°N,1.54402°E 1248 msnm                                            |                                            | Hostalnou de Canalda | Modifica les dades a Wikidata |
|        | Junyent                   | Canalda        | masia        |                                          | 42° 06′ 03″ N, 1° 29′ 09″ E / 42.10080278°N,1.48589°E 910 msnm                                         |                                            | Junyent (Odèn)       | Modifica les dades a Wikidata |
|        | Medes                     | Cambrils       | masia        |                                          | 42° 08′ 04″ N, 1° 23′ 08″ E / 42.1344092582331°N,1.38553749089359°E 1178 msnm                          |                                            |                      | Modifica les dades a Wikidata |
|        | Móres                     | Cambrils       | masia        |                                          | 42° 07′ 25″ N, 1° 23′ 34″ E / 42.12355556°N,1.39289444°E 1082 msnm                                     |                                            |                      | Modifica les dades a Wikidata |
|        | Oriola                    | Odèn           | masia        |                                          | 42° 08′ 10″ N, 1° 26′ 37″ E / 42.1361°N,1.44361°E 1139 msnm                                            |                                            |                      | Modifica les dades a Wikidata |
|        | Orrit                     | Odèn           | masia        |                                          | 42° 05′ 47″ N, 1° 28′ 32″ E / 42.0965°N,1.475417°E 907 msnm                                            |                                            | Orrit (Odèn)         | Modifica les dades a Wikidata |
|        | Puig-arnau                | Canalda        | masia        |                                          | 42° 07′ 44″ N, 1° 31′ 45″ E / 42.1289°N,1.52918°E 1248 msnm                                            |                                            | Puig-arnau (Odèn)    | Modifica les dades a Wikidata |
|        | Rosella                   | Odèn           | masia        |                                          | 42° 06′ 23″ N, 1° 27′ 40″ E / 42.1062607609596°N,1.46123732678529°E 980 msnm                           |                                            |                      | Modifica les dades a Wikidata |
|        | Rosselló                  | Odèn           | masia        | Estat: enderrocat o destruït             | 42° 07′ 56″ N, 1° 27′ 01″ E / 42.13225°N,1.45037444°E 1160 msnm                                        |                                            |                      | Modifica les dades a Wikidata |
|        | Soldevila                 | Canalda        | masia        | Estat: ruïnós                            | 42° 06′ 00″ N, 1° 29′ 43″ E / 42.100005°N,1.49531944°E 936 msnm                                        |                                            | Soldevila (Odèn)     | Modifica les dades a Wikidata |
|        | Terrers                   | la Valldan     | masia        | Estat: enderrocat o destruït             | 42° 05′ 12″ N, 1° 19′ 54″ E / 42.08669444°N,1.33175833°E 576 msnm                                      |                                            |                      | Modifica les dades a Wikidata |
|        | Vall-llonga               | Canalda        | masia        |                                          | 42° 07′ 04″ N, 1° 31′ 08″ E / 42.117867°N,1.518824°E 1138 msnm                                         |                                            |                      | Modifica les dades a Wikidata |
|        | Vidal                     | el Sàlzer      | masia        |                                          | 42° 06′ 43″ N, 1° 22′ 17″ E / 42.1118306611718°N,1.37149946506817°E 940 msnm                           |                                            |                      | Modifica les dades a Wikidata |
|        | Vinyavella                | Odèn           | masia        | Estat: localització desconeguda          | 42° 05′ 26″ N, 1° 27′ 30″ E / 42.0905334391297°N,1.45836499516124°E                                    |                                            |                      | Modifica les dades a Wikidata |
|        | el Boix                   | Odèn           | masia        |                                          | 42° 08′ 01″ N, 1° 27′ 00″ E / 42.133604264908°N,1.44992780989574°E 1210 msnm                           |                                            | El Boix (Odèn)       | Modifica les dades a Wikidata |
|        | el Call d'Odèn            | Odèn           | masia        | Estil: arquitectura popular              | 42° 08′ 18″ N, 1° 27′ 15″ E / 42.13830556°N,1.45412778°E 1321 msnm                                     | bé integrant del patrimoni cultural català | El Call d'Odèn       | Modifica les dades a Wikidata |
|        | el Fiter                  | Odèn           | masia        | Estat: enderrocat o destruït             | 42° 06′ 01″ N, 1° 27′ 21″ E / 42.1004157752485°N,1.4558762305933°E 925 msnm                            |                                            |                      | Modifica les dades a Wikidata |
|        | el Graell                 | la Valldan     | masia        |                                          | 42° 05′ 43″ N, 1° 20′ 24″ E / 42.09527778°N,1.34007778°E 727 msnm                                      |                                            |                      | Modifica les dades a Wikidata |
|        | el Salí                   | Odèn           | masia        |                                          | 42° 08′ 03″ N, 1° 23′ 27″ E / 42.1343°N,1.39091°E 1029 msnm                                            |                                            | El Salí (Cambrils)   | Modifica les dades a Wikidata |
|        | el Soler                  | la Valldan     | masia        |                                          | 42° 05′ 40″ N, 1° 21′ 00″ E / 42.0945°N,1.349881°E 693 msnm                                            |                                            |                      | Modifica les dades a Wikidata |
|        | el Soler de Baix          | Odèn           | masia        |                                          | 42° 07′ 06″ N, 1° 28′ 15″ E / 42.11821667°N,1.47084444°E 1080 msnm                                     |                                            | El Soler de Baix     | Modifica les dades a Wikidata |
|        | el Soler de Dalt          | Odèn           | masia        |                                          | 42° 07′ 07″ N, 1° 28′ 16″ E / 42.11870278°N,1.47098611°E 1084 msnm                                     |                                            | El Soler de Dalt     | Modifica les dades a Wikidata |
|        | el Sàlzer                 | el Sàlzer      | masia        |                                          | 42° 06′ 45″ N, 1° 22′ 18″ E / 42.1124°N,1.37156°E 947 msnm                                             |                                            |                      | Modifica les dades a Wikidata |
|        | el Tilló                  | Llinars        | masia        |                                          | 42° 08′ 58″ N, 1° 21′ 45″ E / 42.1494°N,1.36238°E 1378 msnm                                            |                                            |                      | Modifica les dades a Wikidata |
|        | el Torrent                | Odèn           | masia        |                                          | 42° 08′ 10″ N, 1° 26′ 33″ E / 42.13605278°N,1.44246389°E 1148 msnm                                     |                                            | El Torrent (Odèn)    | Modifica les dades a Wikidata |
|        | els Perxets               | Odèn           | masia        | Estat: enderrocat o destruït             | 42° 07′ 07″ N, 1° 26′ 11″ E / 42.1185608299582°N,1.43641959870422°E 846 msnm                           |                                            |                      | Modifica les dades a Wikidata |
|        | els Pujols                | Odèn           | masia        | Estat: enderrocat o destruït             | 42° 05′ 35″ N, 1° 27′ 10″ E / 42.0931047272234°N,1.45267997421128°E 796 msnm                           |                                            |                      | Modifica les dades a Wikidata |
|        | l'Algassa                 | Canalda        | masia        | Estat: ruïnós                            | 42° 06′ 27″ N, 1° 31′ 39″ E / 42.1075°N,1.52737778°E 1070 msnm                                         |                                            |                      | Modifica les dades a Wikidata |
|        | la Borda                  | Canalda        | masia        |                                          | 42° 07′ 19″ N, 1° 29′ 11″ E / 42.1219°N,1.48648°E 1430 msnm                                            |                                            | La Borda (Odèn)      | Modifica les dades a Wikidata |
|        | la Casanova               | Canalda        | masia        |                                          | 42° 07′ 37″ N, 1° 30′ 52″ E / 42.12691667°N,1.51450278°E 1275 msnm                                     |                                            |                      | Modifica les dades a Wikidata |
|        | la Derneda                | Odèn           | masia        |                                          | 42° 05′ 50″ N, 1° 26′ 32″ E / 42.0972129002337°N,1.4421320027542°E 850 msnm                            |                                            |                      | Modifica les dades a Wikidata |
|        | la Fàbrega                | Cambrils       | masia        |                                          | 42° 08′ 27″ N, 1° 23′ 24″ E / 42.1407398648753°N,1.38997500060656°E 1093 msnm                          |                                            |                      | Modifica les dades a Wikidata |
|        | la Mosquera               | Cambrils       | masia        |                                          | 42° 08′ 12″ N, 1° 23′ 21″ E / 42.1366387995181°N,1.3890987963571°E 1060 msnm                           |                                            |                      | Modifica les dades a Wikidata |
|        | la Plana                  | Odèn           | masia        |                                          | 42° 07′ 58″ N, 1° 26′ 45″ E / 42.1329°N,1.44592°E 1065 msnm                                            |                                            |                      | Modifica les dades a Wikidata |
|        | la Rat                    | el Montnou     | masia        |                                          | 42° 08′ 03″ N, 1° 28′ 32″ E / 42.13429982859°N,1.47562283168043°E 1390 msnm                            |                                            |                      | Modifica les dades a Wikidata |
|        | la Rectoria               | Canalda        | masia        |                                          | 42° 07′ 27″ N, 1° 31′ 05″ E / 42.1240392701695°N,1.51804188676152°E 1196 msnm                          |                                            |                      | Modifica les dades a Wikidata |
|        | la Teuleria               | Odèn           | masia        | Estat: localització desconeguda          | 42° 07′ 25″ N, 1° 28′ 00″ E / 42.1237335516952°N,1.46668191108547°E                                    |                                            |                      | Modifica les dades a Wikidata |
|        | les Cornasses             | Cambrils       | masia        |                                          | 42° 08′ 58″ N, 1° 23′ 31″ E / 42.1493966962759°N,1.39204298110522°E 1329 msnm                          |                                            |                      | Modifica les dades a Wikidata |
|        | les Cots                  | la Valldan     | masia        | Estat: ruïnós                            | 42° 05′ 17″ N, 1° 21′ 46″ E / 42.088°N,1.36271°E 763 msnm                                              |                                            |                      | Modifica les dades a Wikidata |

## molí d'aigua
| imatge | Nom                    | Ubicat a | instància de | Detalls                                                | coordenades                                                    | Protecció                                  | Commons (més fotos) | Dades a WD                    |
| ------ | ---------------------- | -------- | ------------ | ------------------------------------------------------ | -------------------------------------------------------------- | ------------------------------------------ | ------------------- | ----------------------------- |
|        | Molí de Cabanetes      | Cambrils | molí d'aigua |                                                        | 42° 07′ 55″ N, 1° 23′ 34″ E / 42.131973°N,1.392708°E 995 msnm  | bé integrant del patrimoni cultural català | Molí de Cabanetes   | Modifica les dades a Wikidata |
|        | Molí de Riulacó        | Odèn     | molí d'aigua | Estil: arquitectura popular 19th century Estat: ruïnós | 42° 07′ 50″ N, 1° 27′ 47″ E / 42.130614°N,1.463107°E 1000 msnm | bé integrant del patrimoni cultural català |                     | Modifica les dades a Wikidata |
|        | Molí de les Salines    | Cambrils | molí d'aigua | Estil: arquitectura popular                            | 42° 08′ 02″ N, 1° 23′ 29″ E / 42.13399°N,1.39126°E 1018 msnm   | bé integrant del patrimoni cultural català | Molí de les Salines | Modifica les dades a Wikidata |
|        | Molí del Soler de Baix | Odèn     | molí d'aigua | Estil: arquitectura popular 19th century               | 42° 07′ 24″ N, 1° 27′ 47″ E / 42.123406°N,1.46295°E 937 msnm   | bé integrant del patrimoni cultural català |                     | Modifica les dades a Wikidata |

## muntanya
| imatge | Nom                       | Ubicat a                                                   | instància de | Detalls | coordenades                                                                              | Protecció | Commons (més fotos)       | Dades a WD                    |
| ------ | ------------------------- | ---------------------------------------------------------- | ------------ | ------- | ---------------------------------------------------------------------------------------- | --------- | ------------------------- | ----------------------------- |
|        | Cap d'Estaques            | Lladurs Odèn                                               | muntanya     |         | 42° 05′ 58″ N, 1° 32′ 23″ E / 42.09954167°N,1.53969444°E 1354 msnm                       |           |                           | Modifica les dades a Wikidata |
|        | Colldemà                  | Odèn Fígols i Alinyà                                       | muntanya     |         | 42° 09′ 04″ N, 1° 23′ 15″ E / 42.15117194°N,1.387625°E 1329 msnm                         |           |                           | Modifica les dades a Wikidata |
|        | Pedró dels Quatre Batlles | la Coma i la Pedra Fígols i Alinyà la Vansa i Fórnols Odèn | muntanya     |         | 42° 11′ 05″ N, 1° 31′ 15″ E / 42.1847955583°N,1.5209102343°E 2387 msnm                   |           | Pedró dels Quatre Batlles | Modifica les dades a Wikidata |
|        | Puig Sobirà               | Odèn                                                       | muntanya     |         | 42° 08′ 03″ N, 1° 29′ 52″ E / 42.1340410525°N,1.49765053388°E 1938 msnm                  |           | Puig Sobirà               | Modifica les dades a Wikidata |
|        | Roc de la Mula            | Odèn                                                       | muntanya     |         | 42° 05′ 56″ N, 1° 21′ 50″ E / 42.098875°N,1.36385833°E 1011 msnm                         |           | Roc de la Mula            | Modifica les dades a Wikidata |
|        | Roc del Migdia            | Odèn                                                       | muntanya     |         | 42° 06′ 16″ N, 1° 21′ 45″ E / 42.104533°N,1.362394°E 1153 msnm                           |           | Roc del Migdia (Odèn)     | Modifica les dades a Wikidata |
|        | Roca Llarga               | Odèn Lladurs                                               | muntanya     |         | 42° 06′ 06″ N, 1° 23′ 18″ E / 42.101543°N,1.388204°E 1190 msnm                           |           | Roca Llarga               | Modifica les dades a Wikidata |
|        | Roca de Canalda           | Odèn                                                       | muntanya     |         | 42° 07′ 51″ N, 1° 30′ 13″ E / 42.1307°N,1.50355°E 1703 msnm                              |           | Roca de Canalda           | Modifica les dades a Wikidata |
|        | Roca de la Valldan        | Odèn                                                       | muntanya     |         | 42° 06′ 01″ N, 1° 20′ 21″ E / 42.1002°N,1.33905°E 1030 msnm                              |           |                           | Modifica les dades a Wikidata |
|        | Serra-seca                | Odèn                                                       | muntanya     |         | 42° 07′ 03″ N, 1° 22′ 46″ E / 42.117369°N,1.379426°E 1234 msnm                           |           | Serra-seca (Odèn)         | Modifica les dades a Wikidata |
|        | Serrallonga               | Castellar de la Ribera Odèn                                | muntanya     |         | 42° 04′ 49″ N, 1° 21′ 45″ E / 42.08017222°N,1.36249444°E 1027 msnm                       |           |                           | Modifica les dades a Wikidata |
|        | Serrat de Carissols       | Lladurs Odèn                                               | muntanya     |         | 42° 06′ 17″ N, 1° 23′ 19″ E / 42.1046°N,1.38868°E 1217 msnm                              |           | Serrat de Carissols       | Modifica les dades a Wikidata |
|        | Sobirans                  | Odèn                                                       | muntanya     |         | 42° 06′ 36″ N, 1° 27′ 42″ E / 42.11009722°N,1.46177778°E 1134 msnm                       |           |                           | Modifica les dades a Wikidata |
|        | Tambors de Rof            | Bassella Odèn                                              | muntanya     |         | 42° 04′ 24″ N, 1° 21′ 07″ E / 42.07338889°N,1.35199222°E 970 msnm                        |           |                           | Modifica les dades a Wikidata |
|        | Tossal Rodó               | Odèn                                                       | muntanya     |         | 42° 07′ 38″ N, 1° 27′ 16″ E / 42.12723611°N,1.45451667°E 1215 msnm                       |           |                           | Modifica les dades a Wikidata |
|        | Tossal de Cambrils        | Odèn                                                       | muntanya     |         | 42° 09′ 18″ N, 1° 24′ 57″ E / 42.1551°N,1.41584°E 1802 msnm                              |           | Tossal de Cambrils        | Modifica les dades a Wikidata |
|        | Tossal de la Creu         | Oliana Odèn                                                | muntanya     |         | 42° 06′ 54″ N, 1° 19′ 37″ E / 42.11511111°N,1.32688611°E 975 msnm                        |           |                           | Modifica les dades a Wikidata |
|        | Tossal de la Pinyassa     | Oliana Odèn                                                | muntanya     |         | 42° 08′ 43″ N, 1° 21′ 30″ E / 42.1453°N,1.35828°E 1474 msnm                              |           | Tossal de la Pinyassa     | Modifica les dades a Wikidata |
|        | Turó de les Armes         | Odèn                                                       | muntanya     |         | 42° 06′ 44″ N, 1° 32′ 59″ E / 42.112325°N,1.54978056°E Clot de Vilamala 1197 msnm        |           | Turó de les Armes         | Modifica les dades a Wikidata |
|        | Turó de les Olles         | Odèn                                                       | muntanya     |         | 42° 06′ 56″ N, 1° 23′ 22″ E / 42.1155°N,1.38956°E 1131 msnm                              |           |                           | Modifica les dades a Wikidata |
|        | el Borrut                 | Odèn                                                       | muntanya     |         | 42° 06′ 34″ N, 1° 32′ 52″ E / 42.1094916667°N,1.54779444444°E Clot de Vilamala 1125 msnm |           | El Borrut (Odèn)          | Modifica les dades a Wikidata |
|        | el Coscoller              | Odèn Oliana                                                | muntanya     |         | 42° 07′ 40″ N, 1° 21′ 16″ E / 42.127821°N,1.35435°E 1299 msnm                            |           | El Coscoller (Odèn)       | Modifica les dades a Wikidata |
|        | el Pedró                  | Odèn Oliana                                                | muntanya     |         | 42° 08′ 31″ N, 1° 21′ 54″ E / 42.14205278°N,1.36494444°E 1448 msnm                       |           |                           | Modifica les dades a Wikidata |
|        | el Vulturó                | la Coma i la Pedra Odèn                                    | muntanya     |         | 42° 10′ 47″ N, 1° 31′ 19″ E / 42.1797°N,1.52202°E 2348 msnm                              |           | El Vulturó                | Modifica les dades a Wikidata |
|        | l'Espluga                 | Odèn                                                       | muntanya     |         | 42° 08′ 15″ N, 1° 28′ 58″ E / 42.13753889°N,1.48283333°E 1534 msnm                       |           |                           | Modifica les dades a Wikidata |
|        | la Gespeguera             | Odèn Fígols i Alinyà                                       | muntanya     |         | 42° 10′ 30″ N, 1° 30′ 16″ E / 42.1749°N,1.50434°E 2333 msnm                              |           | La Gespeguera             | Modifica les dades a Wikidata |

## serra
| imatge | Nom                       | Ubicat a                                                   | instància de | Detalls                       | coordenades                                                                            | Protecció | Commons (més fotos)       | Dades a WD                    |
| ------ | ------------------------- | ---------------------------------------------------------- | ------------ | ----------------------------- | -------------------------------------------------------------------------------------- | --------- | ------------------------- | ----------------------------- |
|        | Muntanya d'Alinyà         | Fígols i Alinyà Odèn                                       | serra        |                               | 42° 09′ 32″ N, 1° 26′ 03″ E / 42.1589°N,1.43411°E Port del Comte 1721 msnm             |           | Muntanya d'Alinyà         | Modifica les dades a Wikidata |
|        | Serra Pelada              | Odèn                                                       | serra        |                               | 42° 07′ 45″ N, 1° 26′ 23″ E / 42.1291°N,1.43966°E 1182 msnm                            |           |                           | Modifica les dades a Wikidata |
|        | Serra Seca                | Odèn                                                       | serra        |                               | 42° 07′ 03″ N, 1° 22′ 45″ E / 42.117408°N,1.379294°E 1287 msnm                         |           | Serra Seca (Odèn)         | Modifica les dades a Wikidata |
|        | Serra d'Odèn              | Odèn                                                       | serra        |                               | 42° 06′ 59″ N, 1° 27′ 17″ E / 42.116393°N,1.454735°E                                   |           |                           | Modifica les dades a Wikidata |
|        | Serra d'Orrit             | Odèn                                                       | serra        | Anomenat per: Orrit           | 42° 06′ 10″ N, 1° 28′ 06″ E / 42.1027°N,1.46845°E 1083 msnm                            |           |                           | Modifica les dades a Wikidata |
|        | Serra de Campelles        | Odèn Fígols i Alinyà                                       | serra        | Llarg: 4.3km                  | 42° 09′ 25″ N, 1° 28′ 24″ E / 42.15697222°N,1.47334444°E Port del Comte 1776 2200 msnm |           | Serra de Campelles        | Modifica les dades a Wikidata |
|        | Serra de Canalda          | Odèn                                                       | serra        |                               | 42° 06′ 41″ N, 1° 30′ 30″ E / 42.1113°N,1.50839°E 1213 msnm                            |           |                           | Modifica les dades a Wikidata |
|        | Serra de Cirera           | Odèn                                                       | serra        |                               | 42° 07′ 54″ N, 1° 25′ 08″ E / 42.131686°N,1.418878°E 1147 msnm                         |           |                           | Modifica les dades a Wikidata |
|        | Serra de Munyidor         | Fígols i Alinyà Odèn                                       | serra        |                               | 42° 08′ 59″ N, 1° 22′ 01″ E / 42.149595°N,1.366872°E 1403 msnm                         |           |                           | Modifica les dades a Wikidata |
|        | Serra de Port del Comte   | la Coma i la Pedra Odèn Fígols i Alinyà la Vansa i Fórnols | serra        | Llarg: 4km                    | 42° 11′ 04″ N, 1° 31′ 13″ E / 42.184458°N,1.520207°E 2387 msnm                         |           | Serra de Port del Comte   | Modifica les dades a Wikidata |
|        | Serra de la Garriga       | Odèn                                                       | serra        | Llarg: 5.3km                  | 42° 06′ 59″ N, 1° 25′ 58″ E / 42.116306°N,1.432783°E 1059 msnm                         |           |                           | Modifica les dades a Wikidata |
|        | Serra de la Valldan       | Odèn                                                       | serra        |                               | 42° 06′ 16″ N, 1° 21′ 45″ E / 42.10449722°N,1.36245833°E                               |           | Serra de la Valldan       | Modifica les dades a Wikidata |
|        | Serra dels Obacs          | Odèn Oliana                                                | serra        |                               | 42° 07′ 19″ N, 1° 20′ 37″ E / 42.12183333°N,1.34356111°E                               |           | Serra dels Obacs (Oliana) | Modifica les dades a Wikidata |
|        | Serrat de Cal Marc        | Lladurs Odèn                                               | serra        | Anomenat per: Cal Marc        | 42° 05′ 38″ N, 1° 22′ 40″ E / 42.094°N,1.37773°E 1038 msnm                             |           |                           | Modifica les dades a Wikidata |
|        | Serrat de Prat d'Estaques | Lladurs Odèn                                               | serra        | Anomenat per: Prat d'Estaques | 42° 06′ 04″ N, 1° 31′ 35″ E / 42.1011°N,1.52637°E 1336 msnm                            |           | Serrat de Prat d'Estaques | Modifica les dades a Wikidata |
|        | Serrat de la Font Vella   | Lladurs Odèn                                               | serra        |                               | 42° 06′ 32″ N, 1° 24′ 51″ E / 42.10899722°N,1.41414444°E 1014 msnm                     |           |                           | Modifica les dades a Wikidata |

## vèrtex geodèsic
| imatge | Nom                | Ubicat a | instància de    | Detalls   | coordenades                                                        | Protecció | Commons (més fotos) | Dades a WD                    |
| ------ | ------------------ | -------- | --------------- | --------- | ------------------------------------------------------------------ | --------- | ------------------- | ----------------------------- |
|        | Cambrils           | Odèn     | vèrtex geodèsic | Alt: 1.2m | 42° 09′ 19″ N, 1° 24′ 57″ E / 42.15514°N,1.415849°E 1802.469 msnm  |           |                     | Modifica les dades a Wikidata |
|        | Fosa               | Odèn     | vèrtex geodèsic | Alt: 1.2m | 42° 07′ 02″ N, 1° 22′ 46″ E / 42.117333°N,1.379308°E 1234.117 msnm |           |                     | Modifica les dades a Wikidata |
|        | Port la Gespeguera | Odèn     | vèrtex geodèsic | Alt: 1.2m | 42° 10′ 30″ N, 1° 30′ 16″ E / 42.174963°N,1.504313°E 2331.554 msnm |           |                     | Modifica les dades a Wikidata |
|        | Subira             | Odèn     | vèrtex geodèsic | Alt: 1.2m | 42° 07′ 57″ N, 1° 29′ 35″ E / 42.132427°N,1.493085°E 1923.685 msnm |           |                     | Modifica les dades a Wikidata |

## àrea protegida
| imatge | Nom                          | Ubicat a                                                      | instància de                                  | Detalls                        | coordenades                                          | Protecció | Commons (més fotos)            | Dades a WD                    |
| ------ | ---------------------------- | ------------------------------------------------------------- | --------------------------------------------- | ------------------------------ | ---------------------------------------------------- | --------- | ------------------------------ | ----------------------------- |
|        | Parc Ribera Salada           | Lladurs Castellar de la Ribera Odèn Bassella                  | àrea protegida Pla d'Espais d'Interès Natural | 1992 Superfície: 5536.44556ha  | 42° 04′ 42″ N, 1° 26′ 13″ E / 42.078362°N,1.437075°E |           | Parc Ribera Salada             | Modifica les dades a Wikidata |
|        | Serres d'Odèn-Port del Comte | Fígols i Alinyà la Vansa i Fórnols Odèn Josa i Tuixén Guixers | àrea protegida Pla d'Espais d'Interès Natural | 1992 Superfície: 10986.27703ha | 42° 10′ 44″ N, 1° 28′ 04″ E / 42.178755°N,1.46784°E  |           | Serres d'Odèn - Port del Comte | Modifica les dades a Wikidata |

## Misc
| imatge | Nom                       | Ubicat a                | instància de       | Detalls                                                   | coordenades                                                                   | Protecció                                  | Commons (més fotos)       | Dades a WD                    |
| ------ | ------------------------- | ----------------------- | ------------------ | --------------------------------------------------------- | ----------------------------------------------------------------------------- | ------------------------------------------ | ------------------------- | ----------------------------- |
|        | Avenc Montserrat Ubach    | Odèn                    | avenc              | Profunditat: 202m Anomenat per: Montserrat Ubach i Tarrés | 42° 07′ 05″ N, 1° 29′ 39″ E / 42.1181°N,1.49422°E 1175 msnm                   |                                            | Avenc Montserrat Ubach    | Modifica les dades a Wikidata |
|        | Caixa del Moro            | Odèn                    | dolmen             |                                                           | 42° 07′ 17″ N, 1° 27′ 21″ E / 42.1212932044832°N,1.45596208506281°E 1162 msnm |                                            | Caixa del Moro (Odèn)     | Modifica les dades a Wikidata |
|        | Forn de Cabanetes         | Cambrils                | teuleria           | Estil: arquitectura popular 19th century                  | 42° 07′ 56″ N, 1° 23′ 33″ E / 42.132283°N,1.392492°E 995 msnm                 | bé integrant del patrimoni cultural català | Forn de Cabanetes         | Modifica les dades a Wikidata |
|        | Pont d'Orrit              | Odèn                    | pont               |                                                           | 42° 05′ 37″ N, 1° 28′ 41″ E / 42.0934979735683°N,1.47803942026338°E           |                                            |                           | Modifica les dades a Wikidata |
|        | Prats de Bacies           | Odèn la Coma i la Pedra | prat alpí          |                                                           | 42° 09′ 17″ N, 1° 31′ 39″ E / 42.1546°N,1.52738°E 2000 2150 msnm              |                                            | Prats de Bacies           | Modifica les dades a Wikidata |
|        | Refugi de la Bòfia        | Odèn                    | refugi de muntanya | Estat: ruïnós                                             | 42° 09′ 41″ N, 1° 31′ 08″ E / 42.1612538290433°N,1.5188319894713°E 2051 msnm  |                                            |                           | Modifica les dades a Wikidata |
|        | Salí de Cambrils          | Cambrils                | salina             |                                                           | 42° 07′ 59″ N, 1° 23′ 32″ E / 42.133076°N,1.39233°E 1003 msnm                 |                                            | El Salí de Cambrils       | Modifica les dades a Wikidata |
|        | camí de Cambrils a Oliana | la Valldan              | camí               |                                                           | 42° 05′ 43″ N, 1° 21′ 39″ E / 42.095305°N,1.360944°E 830 1050 msnm            | bé integrant del patrimoni cultural català | Camí de Cambrils a Oliana | Modifica les dades a Wikidata |
|        | els Esquerps              | Odèn                    | abric rocós        |                                                           | 42° 08′ 57″ N, 1° 23′ 08″ E / 42.1492408873519°N,1.38543892639402°E           |                                            |                           | Modifica les dades a Wikidata |